# ♉
♉ (U+2649) est le symbole pour la constellation du zodiaque du Taureau.

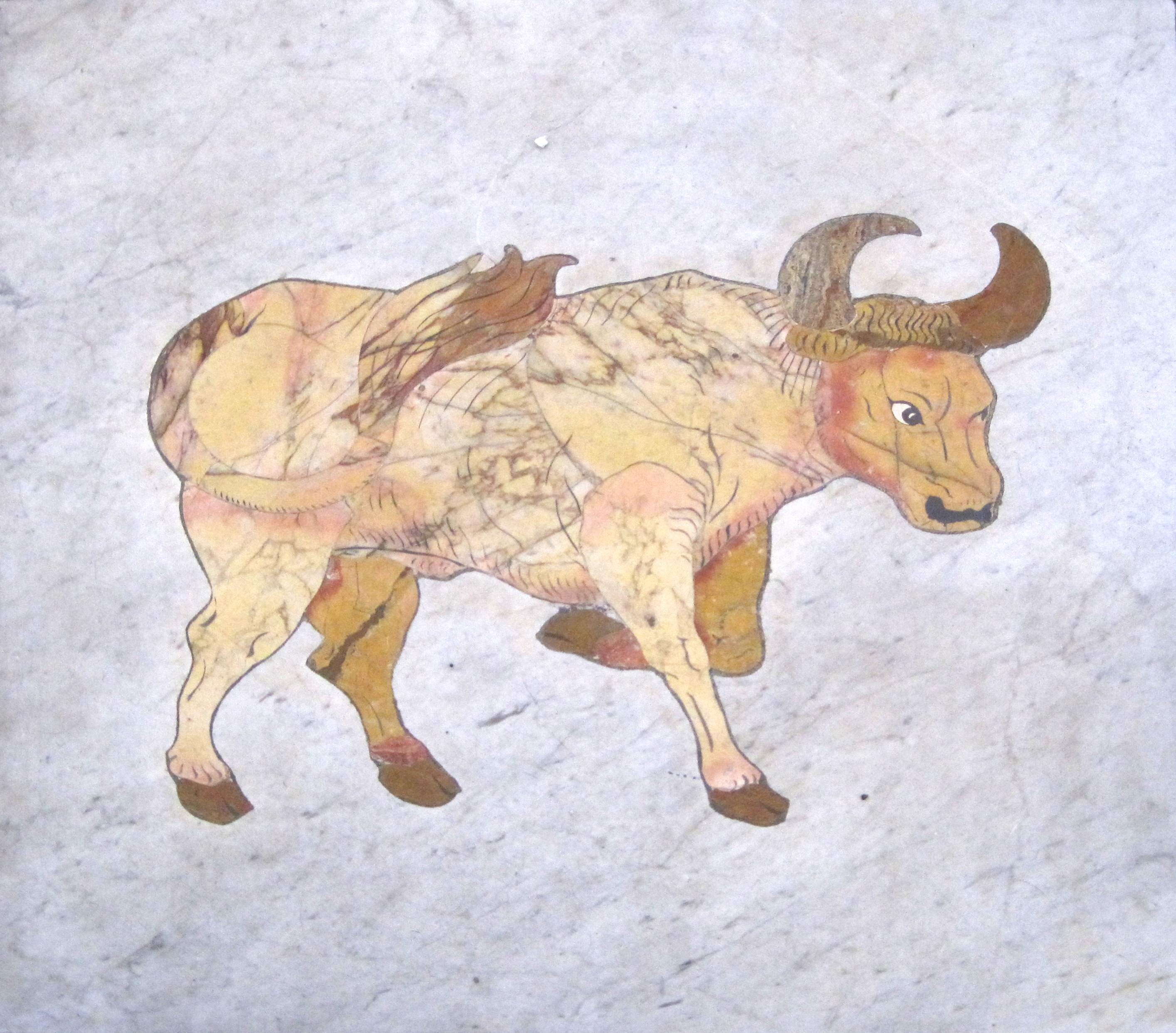
Signe zodiacal du Taureau ornant la méridienne de la basilique Ste-Marie-des-Anges-et-des-Martyrs à Rome.

## Histoire et mythologie
Dans la mythologie grecque, le Taureau (de astrologie) pourrait être soit la forme bovine utilisée par Zeus afin de commettre le rapt d’Europe, soit le taureau blanc envoyé par Poséidon à Minos.
Il peut aussi être attribué au Taureau d'airain (selon les versions, seuls les sabots seraient d'airain ou le corps entier), la gorgone qui inspira le tyran Phalaris pour la construction d'un instrument de torture de même nom, dominé par Jason et qui sera tué plus tard par Thésée à Marathon.
En alchimie, ce symbole désigne le processus de modification par congélation.
En Télougou, le nombre 4 s'écrit ౪.